# Zuzana Stromková
Zuzana Stromková (* 21. Mai 1990 in Liptovský Mikuláš) ist eine slowakische Freestyle-Skierin. Sie startet in den Freestyledisziplinen Slopestyle und Big Air.

## Werdegang
Stromková startete im Februar 2012 in Jyväskylä erstmals im Freestyle-Skiing-Weltcup und belegte dabei den vierten Platz im Slopestyle. Bei den Freestyle-Skiing-Weltmeisterschaften 2013 in Voss errang sie den 16. Platz im Slopestyle. In der Saison 2013/14 erreichte sie mit drei Top-Zehn-Platzierungen den fünften Rang im Slopestyle-Weltcup. Beim Saisonhöhepunkt den Olympischen Winterspielen 2014 in Sotschi kam sie auf den 20. Platz im Slopestyle. Nach Platz drei im Slopestyle beim Stubai Jam zu Beginn der Saison 2014/15, holte sie bei den Freestyle-Skiing-Weltmeisterschaften 2015 am Kreischberg die Bronzemedaille im Slopestyle. Im Februar 2015 gewann sie bei der Winter-Universiade 2015 in Sierra Nevada die Silbermedaille im Slopestyle. In der Saison 2016/17 errang sie mit zwei Top-Zehn-Ergebnissen den siebten Platz im Big Air Weltcup. Bei den Freestyle-Skiing-Weltmeisterschaften 2017 in Sierra Nevada kam sie auf den 20. Platz im Slopestyle.